# 40e cérémonie des Golden Horse Film Festival and Awards
La 40e cérémonie des Golden Horse Film Festival and Awards s'est déroulée le 13 décembre 2003 au Taoyuan Arts Center à Taoyuan, Taïwan. Organisé par le Taipei Golden Horse Film Festival Executive Committee, ces prix récompensent les meilleurs films en langue chinoise de 2002 et 2003.

## Palmarès

### Meilleur film
- Infernal Affairs de Andrew Lau et Alan Mak
  - The Missing de Lee Kang-sheng
  - Goodbye, Dragon Inn de Tsai Ming-liang
  - PTU de Johnnie To
  - Blind Shaft de Li Yang

### Meilleur réalisateur
- Andrew Lau et Alan Mak pour Infernal Affairs
  - Pang Ho-cheung pour Men Suddenly in Black
  - Tsai Ming-liang pour Goodbye, Dragon Inn

### Meilleur acteur
- Tony Leung Chiu-wai pour Infernal Affairs
  - Andy Lau pour Infernal Affairs
  - Daniel Wu pour Night Corridor
  - Simon Yam pour PTU

### Meilleure actrice
- Sandra Ng pour Golden Chicken

### Meilleur acteur dans un second rôle
- Anthony Wong Chau-sang pour Infernal Affairs

### Meilleure actrice dans un second rôle
- Lin Mei-hsiu pour Black Dog Is Coming